# Banco de Chile
Banco de Chile est le second établissement bancaire chilien derrière Banco Santander Chile et devant BBVA Chile. Il fait partie des indices IPSA et S&P Latin America 40.